# Table des caractères Unicode/UA700
Cette page contient des caractères spéciaux ou non latins. S’ils s’affichent mal (▯, ?, etc.), consultez la page d’aide Unicode.
Table des caractères Unicode U+A700 à U+A71F.

## Lettres modificatives de ton(Unicode 4.1 à 5.1)
Lettres modificatives de ton supplémentaires pour certaines langues à écriture ou transcription latine. Marques de ton en coin pour le chinois (yin et yang, U+A700 à U+A707), lettres barres verticales pointées (U+A708 à U+A711), lettres de tons barres verticales avec trait à droite (U+A712 à U+A716), marques de ton chinantec (petites barres pointée, U+A717 à U+A71A) et lettres de tons pour la linguistique africaniste (U+A71B à U+A71F).

### Table des caractères
| en fr  | 0 | 1 | 2 | 3 | 4 | 5 | 6 | 7 | 8 | 9 | A | B | C | D | E | F |
| ------ | - | - | - | - | - | - | - | - | - | - | - | - | - | - | - | - |
| U+A700 | ꜀ | ꜁ | ꜂ | ꜃ | ꜄ | ꜅ | ꜆ | ꜇ | ꜈ | ꜉ | ꜊ | ꜋ | ꜌ | ꜍ | ꜎ | ꜏ |
| U+A710 | ꜐ | ꜑ | ꜒ | ꜓ | ꜔ | ꜕ | ꜖ | ꜗ | ꜘ | ꜙ | ꜚ | ꜛ | ꜜ | ꜝ | ꜞ | ꜟ |

### Historique

#### Version initiale Unicode 4.1
| v · d · m | 0 | 1 | 2 | 3 | 4 | 5 | 6 | 7 | 8 | 9 | A | B | C | D | E | F |
| --------- | - | - | - | - | - | - | - | - | - | - | - | - | - | - | - | - |
| U+A700    | ꜀ | ꜁ | ꜂ | ꜃ | ꜄ | ꜅ | ꜆ | ꜇ | ꜈ | ꜉ | ꜊ | ꜋ | ꜌ | ꜍ | ꜎ | ꜏ |
| U+A710    | ꜐ | ꜑ | ꜒ | ꜓ | ꜔ | ꜕ | ꜖ |   |   |   |   |   |   |   |   |   |

#### Version initiale Unicode 5.0
| v · d · m | 0 | 1 | 2 | 3 | 4 | 5 | 6 | 7 | 8 | 9 | A | B | C | D | E | F |
| --------- | - | - | - | - | - | - | - | - | - | - | - | - | - | - | - | - |
| U+A710    |   |   |   |   |   |   |   | ꜗ | ꜘ | ꜙ | ꜚ |   |   |   |   |   |

#### Version initiale Unicode 5.1
| v · d · m | 0 | 1 | 2 | 3 | 4 | 5 | 6 | 7 | 8 | 9 | A | B | C | D | E | F |
| --------- | - | - | - | - | - | - | - | - | - | - | - | - | - | - | - | - |
| U+A710    |   |   |   |   |   |   |   |   |   |   |   | ꜛ | ꜜ | ꜝ | ꜞ | ꜟ |